# Сакар-Джукак
Сакар-Джукак (перс. سقرجوقك) — село в Ірані, у дегестані Фармагін, в Центральному бахші, шагрестані Фараган остану Марказі. За даними перепису 2006 року, його населення становило 91 особу, що проживали у складі 25 сімей.

## Клімат
Середня річна температура становить 11,64°C, середня максимальна – 31,64°C, а середня мінімальна – -12,06°C. Середня річна кількість опадів – 270 мм.
| Клімат поселення                              | Клімат поселення | Клімат поселення | Клімат поселення | Клімат поселення | Клімат поселення | Клімат поселення | Клімат поселення | Клімат поселення | Клімат поселення | Клімат поселення | Клімат поселення | Клімат поселення | Клімат поселення |
| Показник                                      | Січ.             | Лют.             | Бер.             | Квіт.            | Трав.            | Черв.            | Лип.             | Серп.            | Вер.             | Жовт.            | Лист.            | Груд.            |                  |
| Середній максимум, °C                         | 6,55             | 8,81             | 13,91            | 19,56            | 24,18            | 30,76            | 31,64            | 30,92            | 26,12            | 20,08            | 13,03            | 7,16             |                  |
| Середня температура, °C                       | −2,76            | −0,51            | 4,61             | 10,26            | 14,88            | 21,45            | 25,46            | 24,72            | 19,92            | 13,88            | 6,84             | 0,96             |                  |
| Середній мінімум, °C                          | −12,06           | −9,8             | −4,7             | 0,95             | 5,56             | 12,16            | 19,26            | 18,52            | 13,72            | 7,69             | 0,65             | −5,23            |                  |
| Норма опадів, мм                              | 39               | 35               | 48               | 37               | 33               | 6                | 1                | 1                | 0                | 9                | 24               | 37               |                  |
| Середньомісячна швидкість вітру, м/с          | 1.98             | 1.96             | 3.16             | 3.13             | 2.66             | 2.50             | 2.50             | 2.40             | 2.24             | 2.20             | 1.90             | 1.34             |                  |
| Середньомісячна сонячна радіація, кДж/м²·день | 8912             | 12190            | 14625            | 18129            | 22218            | 26812            | 25943            | 23976            | 20839            | 15327            | 10841            | 8855             |                  |
| --------------------------------------------- | ---------------- | ---------------- | ---------------- | ---------------- | ---------------- | ---------------- | ---------------- | ---------------- | ---------------- | ---------------- | ---------------- | ---------------- | ---------------- |
| Джерело:                                      |                  |                  |                  |                  |                  |                  |                  |                  |                  |                  |                  |                  |                  |